# Alfredo Aceves
Alfredo Aceves (né le 8 décembre 1982 à San Luis Río Colorado, Sonora, Mexique) est un ancien lanceur droitier de la Ligue majeure de baseball.

## Carrière

### Débuts
Alfredo Aceves est recruté comme agent libre amateur par les Blue Jays de Toronto le 24 janvier 2001. Encore joueur de Ligues mineures, il est transféré au Mexique chez les Leones de Yucatán. Aceves évolue pendant six saisons en Ligue mexicaine de baseball avec les Leones de Yucatán puis les Sultanes de Monterrey.

### Yankees de New York
Il est recruté comme agent libre amateur le 1er février 2008 par les Yankees de New York. Après une saison en ligues mineures où il joue successivement en A, AA puis AAA, Aceves est appelé en Ligue majeure fin août 2008. Il fait ses débuts au plus haut niveau le 31 août.
Aceves commence la saison 2009 en Triple-A avant d'être rappelé en Majeure le 4 mai.
Les Yankees l'utilisent dans 43 parties durant la saison, lui confiant même la balle une fois comme lanceur partant. Il présente une moyenne de points mérités de 3,54 en 84 manches lancées et est lanceur gagnant dans 10 parties. Il ne subit qu'une seule défaite.
En novembre 2010, Aceves se brise la clavicule dans un accident de vélo. De plus, son utilisation intensive de la saison précédente lui occasionne des maux de dos qui le contraignent à l'inactivité pour une bonne partie de la saison 2010, où il n'apparaît que 10 fois en relève pour New York, remportant 3 victoires sans perdre un seul match. Sa moyenne est de 3,00 points mérités accordés par partie en 12 manches au monticule.

### Red Sox de Boston

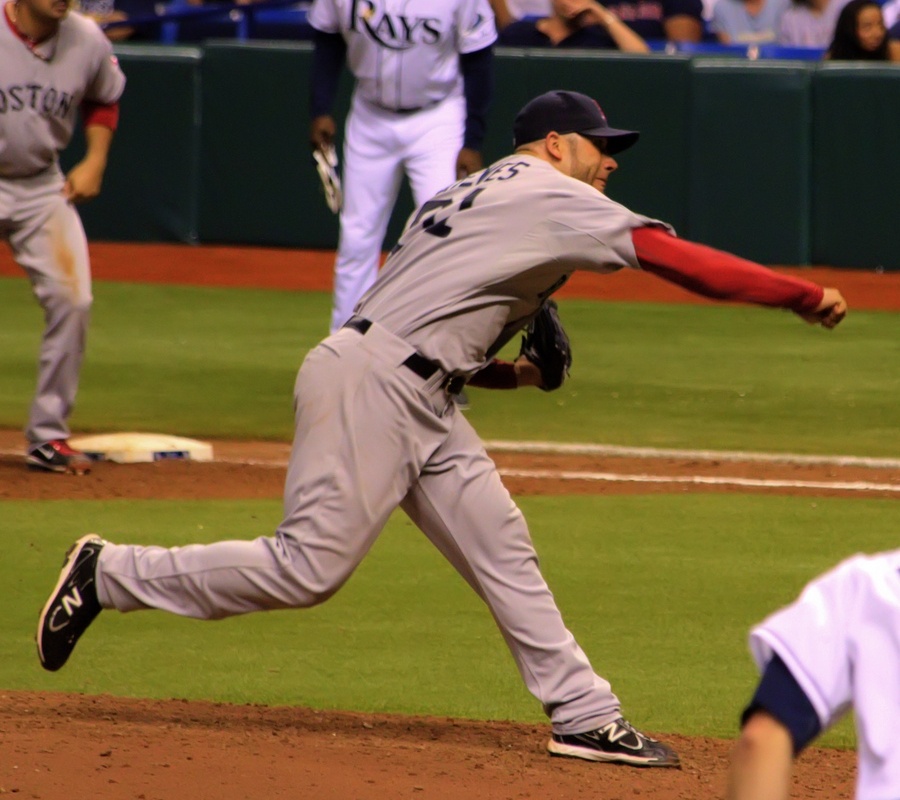
Alfredo Aceves lançant en 2011 pour les Red Sox de Boston.

Il rejoint les Red Sox de Boston en février 2011. Aceves affiche la forme qu'il avait deux ans plus tôt avec New York alors qu'il lance un sommet en carrière de 114 manches en 2011 pour Boston. Sa moyenne de points mérités n'est que de 2,61 et il remporte 10 de ses 12 décisions, portant sa fiche victoires-défaites à 24-3 depuis son entrée dans les majeures. Il effectue 51 sorties comme releveur et 4 comme lanceur partant pour les Red Sox.
Aceves est le principal stoppeur des Red Sox durant la saison 2012. Le 25 août, l'équipe le suspend pour 3 parties après que le choix d'Andrew Bailey comme stoppeur pour terminer un match contre Kansas City ait mené à un accrochage avec le gérant des Sox Bobby Valentine.
Il est le releveur des Sox qui réalise le plus de sauvetages (25) durant la saison, mais il n'est néanmoins pas très efficace avec sa moyenne de points mérités de 5,36 en 84 manches lancées. En 69 sorties au monticule, le lanceur qui avait avant que l'année ne s'amorce une fiche en carrière de 24 victoires et seulement 3 défaites encaisse 10 revers contre seulement 2 victoires. Sa fiche de 2-10 est carrément l'inverse de sa fiche de 10-2 de la saison 2011.
En 2013, il lance d'avril au début juillet pour Boston avant d'être cédé aux mineures. Sa moyenne de points mérités s'élève à 4,86 en 37 manches lancées pour les Red Sox, avec 4 victoires contre une défaite en seulement 11 parties jouées. Il est au cours de l'été retiré de l'effectif de 40 joueurs du club et ne participe pas en octobre suivant à la conquête de la Série mondiale 2013 par les Red Sox.

### Retour chez les Yankees
Le 29 mars 2014, Aceves retourne chez les Yankees de New York via un contrat des ligues mineures mais ne joue que 10 parties avec le grand club. 
Il rejoint en mars 2015 les Giants de San Francisco mais n'obtient pas de poste au sein de l'équipe.

### Classique mondiale de baseball
Aceves s'aligne avec l'équipe du Mexique à la Classique mondiale de baseball 2013. Le lanceur est au centre le 9 mars 2013 d'une bagarre générale sur le terrain entre les Mexicains et les Canadiens et est un des principaux belligérants, recevant notamment quelques droites et étant plaqué au sol par Tyson Gillies.

## Vie personnelle
En novembre 2008, Alfredo Aceves a épousé sa femme Arley avec qui il a eu, le 1er août 2013 un fils nommé Apollo[réf. nécessaire].
À Boston, il porte le n°91, en référence à son idole Dennis Rodman,.

## Statistiques
| Saison | Équipe     | G  | GS | CG | SHO | V  | D | SV | IP    | SO | ERA  |
| ------ | ---------- | -- | -- | -- | --- | -- | - | -- | ----- | -- | ---- |
| 2008   | NY Yankees | 6  | 4  | 0  | 0   | 1  | 0 | 0  | 30.0  | 16 | 2,40 |
| 2009   | NY Yankees | 43 | 1  | 0  | 0   | 10 | 1 | 1  | 84.0  | 69 | 3,54 |
| 2010   | NY Yankees | 10 | 0  | 0  | 0   | 3  | 0 | 1  | 12.0  | 2  | 3,00 |
| Totaux | Totaux     | 59 | 5  | 0  | 0   | 14 | 1 | 2  | 126.0 | 87 | 3,21 |

| Saison | Équipe     | G | GS | CG | SHO | V | D | SV | IP  | SO | ERA  |
| ------ | ---------- | - | -- | -- | --- | - | - | -- | --- | -- | ---- |
| 2009   | NY Yankees | 4 | 0  | 0  | 0   | 0 | 1 | 0  | 4.1 | 2  | 4,15 |
| Totaux | Totaux     | 4 | 0  | 0  | 0   | 0 | 1 | 0  | 4.1 | 2  | 4,15 |

Note : G = Matches joués ; GS = Matches comme lanceur partant ; CG = Matches complets ; SHO = Blanchissages ;
V = Victoires ; D = Défaites ; SV = Sauvetages ; IP = Manches lancées ; SO = Retraits sur des prises ; ERA = Moyenne de points mérités.